# زالی استگال
زالی استگال (انگلیسی: Zali Steggall؛ زادهٔ ۱۶ آوریل ۱۹۷۴) سیاست‌مدار اهل استرالیا است.